# Wayward Son
Wayward Son (Rebelde) es el segundo libro de la serie literaria juvenil Simon Snow escrita por la autora Rainbow Rowell en 2019. Carry On precede a este libro, y a su vez su secuela es Any Way the Wind Blows. La novela narra la historia después de que "el elegido", Simon Snow, ha terminado con la amenaza que acechaba al mundo de los magos, el Humdrum y el terrible vacío que siente el personaje después de perder sus poderes. Su amiga Penelope sugiere un viaje junto a su novio Baz para recorrer Estados Unidos y visitar a su exnovia Agatha.

## Contexto
Después de haber escrito Fangirl, Rowell tenía deseos de seguir escribiendo acerca de Simon, Baz y el mundo mágico. A pesar de que en la novela Fangirl, la protagonista, Cath, era la que escribía el 'fanfic' de título Carry On, Rowell decidió que ella quería explorar ese mundo de su propia manera y no de la mente de Cath. Rebelde es la secuela de Moriré besando a Simón Snow (Carry On), y es el segundo libro de una trilogía.

## Argumento
Después de haber salvado al mundo, al terminar con el malvado "Humdrum" y de perder su magia, Simon Snow no es el mismo. Su amiga y compañera de apartamento Penny, le propone viajar junto con su novio Baz a Estados Unidos y visitar a su exnovia Agatha en California, para recobrar sus animos. 
Ya en Estados Unidos, en su primera parada, Penny visita a su novio en Chicago, con el cual termina teniendo una discusión, y posterior rompimiento. En el viaje de Chicago a California, tienen un sinnúmero de inconvenientes con criaturas mágicas, con los cuales un nuevo amigo, Shepard, los ayuda una y otra vez. Cuando están a punto de llegar con Agatha, reciben un angustiante mensaje por su parte, en el que parece que ha sido secuestrada por una nueva organización llamada "Next Blood". 
Un amigo de Shepard les aconseja visitar Las Vegas para recabar información ya que es el punto con mayor concentración de vampiros. Baz infiltrándose en una fiesta conoce al rey de los vampiros, Lamb, el cual acepta ayudarlos a encontrar y enfrentar a "Next Blood". Lamb termina traicionándolos, ya que en realidad tenía un convenio con "Next Blood" en el cual entregaría a cualquier mago que entrara a California. Sin embargo, en una batalla en el desierto, el grupo logra rescatar a Agatha y escapar.
Al final del libro, Penny anuncia que su antigua escuela, Watford, esta en peligro y necesitan regresar.

## Secuela
El 1 de octubre de 2020 se anunció Any Way the Wind Blows, el tercer y último libro de la serie Simon Snow. Más tarde se confirmó que Any Way the Wind Blows se lanzaría el 6 de julio de 2021.

## Personajes
- Simon Snow Salisbury
- Tyrannus Basilton Grimm Pitch
- Penelope Bunce
- Shepard
- Agatha Wellbelove
- Lamb

## Recepción
La revista Time dio una crítica positiva. «Una historia brillantemente adictiva y genuinamente romántica».
Publishers Weekly declaró; «Una Rowell de primer nivel... casi imposible de dejar de leer».